# Војномедицинска академија С. М. Киров
Војномедицинска академија С. М. Киров (ВМА С. М. Киров; рус. Военно-медицинская академия имени С. М. Кирова, ВМА имени С. М. Кирова) прва је и најстарија школа војне медицине у Санкт Петербургу и медицински војни универзитет у Руској Федерацији. Она обучава виши медицински кадар  за Оружане снаге Руске Федерације како би били у стању да пруже квалитетну медицинску помоћ у потпуности и у било којем од најекстремнијих услова. Академија непрестано расте из године у годину, јер је обим посла војне медицинске струке веома велик и намеће потребу за бројним  истраживањима у свим војномедицинским службама. Када је основана, академија је имала 7 одељења, после 50 година било их је 18, а до 100. годишњице – 33 одељења и клинике. Број одељења и клиника академије значајно се повећао током година совјетске власти због проширења задатака за обуку војномедицинског особља за Оружане снаге СССР-а и као резултат појаве низа нових гране медицинске науке. До 150. годишњице ВМА постојало је 50 одељења и клиника.
Током њеног постојања кроз академију је прошло 25 хиљада војних лекара, више од 900 професора и 18 хиљада војних лекара на разним усавршавањима.
Академија се и данас налази у историјским зградама у центру Санкт Петербурга, изграђеним почев од краја 18. века, које су уврштене у Државни кодекс  посебно вредних објекта културног наслеђа народа Руске Федерације.
Да би се избегле грешке и забуна приликом проучавања историјских чињеница, треба имати на уму да је у периоду од 1939. до 1942. године постојала и 2. Војномедицинска академија у граду Кујбишеву, коју су основали и у њој радили бројни лекари Војномедицинске академије из Санкт Петербурга.

## Назив
Војномедицинска академија С. М. Киров ово име је добила 1944. године у част Сергеja Мироновичa Кирова (1886–1934), совјетског државника, политичара и  револуционара, кога је 1. децембра 1934. убио Леонид Николајев. Убиство Кирова послужило је као изговор за почетак масовних репресија у СССР-у.
Пуни назив академије (од 2015. године) је Савезна државна буџетска војнообразовна установа високог образовања „Војномедицинска академија С. М. Киров“ Министарства одбране Руске Федерације.

### Историја промене имена  академије
- Главна медицинска школа (од 1787)
- Санкт Петербуршка медицинско-хируршка школа (од 1798)
- Медицинско-хируршка академија (МКСА) (од 1799.)
- Царска медицинско-хируршка академија (ИМХА) (од 1808)
- Царска војномедицинска академија (од 1881)
- Војномедицинска академија (од 1917)
- Војномедицинска академија Радничко-сељачке Црвене армије (од 1929)
- Војномедицинска академија Црвене армије. С. М. Киров (од 1935)
- Лењинградска војномедицинска академија (1940)
- Војномедицинска академија Црвене армије. С. М. Киров (од 1941)
- Војномедицинска академија Ордена Лењина названа по С. М. Кирову (од 1954)
- Војно-медицинска академија Лењина са црвеном заставом. С. М. Кирова (ВМОЛКА) (од 1968)
- Државна образовна установа високог стручног образовања ВМА. С. М. Киров (до 2008)
- Федерална државна образовна установа високог стручног образовања "ВМА  С. М. Кирова" Министарства одбране Руске Федерације (до 2010. године)
- Савезна државна војнообразовна установа високог стручног образовања "ВМА  С. М. Кирова" Министарства одбране Руске Федерације (до 2011. године)
- Савезна државна буџетска војнообразовна установа високог стручног образовања "ВМА  име С. М. Кирова" Министарства одбране Руске Федерације (до 2012. године)
- Савезна државна војнообразовна установа високог стручног образовања "ВМА  С. М. Кирова" Министарства одбране Руске Федерације (до 4. октобра 2013. године)
- Федерална државна буџетска војнообразовна установа високог стручног образовања "ВМА С. М. Кирова" Министарства одбране Руске Федерације (од 4. октобра 2013.)
- Федерална државна буџетска војнообразовна установа високог образовања "ВМА  С. М. Кирова" Министарства одбране Руске Федерације (од 1. септембра 2015.)

## Положај
Академија се налази у историјским зградама у центру Санкт Петербурга, изграђеним  крајем 18. века и у 19. веку.
Главна зграда академије изграђена  специјално за Царску медицинско-хируршке академије у Санк Петербургу, по пројекту Антонија дела Порте у стилу високог класицизма и украшеној живописним панелима Ђузепеа Бернасконија, налази се као предворје дворишта према Компанеиској улици (касније Нижњи Новгородској), а сада академика Лебедева 6, на садашњем Болшој Сампсонијевском проспекту, на Виборгсој страни у једаном од историјских делова Санкт Петербурга, који се налази  на десној обали реке Неве и Болшаја Невка, левообалног дела Невског округа и дела Нарве (који је постао део Кировског округа), који је стекао славу због великог броја фабрика и учешћа њихових радника у Октобарској револуцији 1917.
Данас 112 капиталних објеката градитељске целине, која имају статус споменика архитектуре на списку УНЕСКО-а  и под заштитом су Рускије, чине комплекс Војномедицинске академија С. М. Киров.

## Циљеви и задаци
Војномедицинска академија  С.М. Киров настала је као нужна потреба за школованим војним лекарима још од  давних времена. Сваку битку прати велики број рањених војника. Да би се смањио морталитет међу рањеницима и спасио живот војника, у војску су уведени и војни лекари који су збрињавали рањениике  у свим условима ратовања и свим фазама обуке, и тиме спречавали губитак живота војника. Имајући ово у виду Војномедицинска академија  С.М. Киров која је настала као прва виша медицинска установа Русије дана има задатака да врши обуку војних медицинара на седам факултета и медицинских јединица, не само за све огранке оружаних снага Руске Федерације, веч и војно-медицинске јединице страних војски.
Међутим, како ови стручњаци поседују оружје, задатак академије је да их поред употребе хируршког скалпела, обучи и да постану добри оперативци заједно са другим војницима.

## Историја
Почеци војне медицине у Русији датирају из прве трећине 18. века, тачније 1715. године, када је указом Петра Великог, у Виборгу, у такозваној болници Слобода, основане  Адмиралитетска и земаљска општа болница за пружање медицинске неге „ услужним људима “, а годину дана касније – Адмиралитетска болница у Кронштату, у Кронштатском рејону федералног града Санкт Петербурга, на острву Котлин, 30 km западно од градског језгра Санкт Петербурга, на почетку Финског залива У овим  болницама, званим општим, као и при болници основаној 1706. године у Москви, у првој половини 18. века основане су болничке (медицинско-хируршке) школе, које су поставиле темељ изворном систему војномедицинског образовања на тлу Царске Русије. Ове школе су 1786. спојене у Главну медицинску школу.

### Царска медицинско-хируршка академија
Званичан датум оснивања претече данашње академије је 29. децембар  1798. године, када је Павле I Петрович потписао указ о изградњи просторија за едукативни аудиторијом (публику) медицинске школе и  интернат његових ученика. Датум потписивања указа сматра се даном оснивања Медицинско-хируршке академије, иако је она почела са радом 1800. године.
Године 1808. цар Александар I Павлович академију је уздигао у ранг „прве образовне институције Царства“ која је тиме добила сва  права Академије наука, којој је било дозвољено да бира своје академике и постане позната као Царска медицинска и хируршка академија.
У периоду од 1798. до 1845. радила је и московска филијала академије која је обучила око 2.000 војних лекара.
Током 19. века, под рукмоводством В. Вилијема и његових наследника, на академији, формирана су прва одељења и клинике у Руском царству за гинекологију, психијатрију, офталмологију, оперативну хирургију, педијатрију, оториноларингологију и друге гране медицине, које су постале прототип постдипломских студија.
Оснивањем „Посебног медицинског курса за образовање бабица” 1872. године, академија је посталаи први светски покретач медицинског образовања жена.
ВМА је имала значајну улогу у формирању и развоју домаћег медицинске индустрије. Дуго времена професори-хирурзи академије (И. В. Бујалски, Николај Иванович Пирогов, итд.) били су хонорарни управници Санкт Петербуршке фабрике алата - јединог предузећа у Русији у то време које је производило хируршке инструменте.
У периоду од 1910. до 1911. године, дипломци и студенти академије учествовали су у елиминацији епидемије манџуријске куге.

### Академија у постреволуционарном периоду
После Октобарске револуције 1917. део наставног особља Војномедицинске академије Царске русије подржао је нову власт и наставио да ради на академији, међу њима И.П. Павлов, В.Н. Тонков (који је водио академију од 1917. до 1925. године), Г.В. Хлопин, В.А. Оппел, С.С. Гирголав, В.Н. Шевкуненко, С.П. Федоров. Они су путовали по  фронтовима грађанског рата, водили санитетску и санитарну службу армија и фронтова, и наставили да раде на одељењима и клиникама у најтежим условима разарања и глади, док је на фронтовима  беснео тифус и колера.
Од почетка 1920-их година академија почиње да организује посебну наставу из специјалних војномедицинских дисциплина. Од 1923. године на академији су почели  да се предају организационо-тактичке, војно-санитарне дисциплине, војне дисциплине, а од 1922. Н.А. Иванов покренуо је и курс војне хигијене.
После Велике октобарске социјалистичке револуције, научници Војномедицинске академије (В. И. Воиацхек, П. А. Купријанов, Х. Н. Савицки и други), заједно са дизајнерима Санкт Петербуршке фабрике алата створили су много нових оригиналних узорака медицинских инструменте и апарата.
У новонасталом СССР академија наставља медицински рад, па је тако од 1917, до 1927. урађено око 46 хиљада операција, од којих је трећина била високог ризика и високог степена сложености.
Током 1917. године академију су завршила 164 лекара. Током 1920. године на академији су покренути посебни курсеви за болничаре, на којима је обучено више од 1.500 средњих и млађих медицинских специјалиста, и објављено 210 научних радова релевантних за СССР и војску.
Дипломци и запослени на ВМА, обављали су дужности у Народним комесаријатима одбране и / посебне задатака, укључујући и оне у иностранство. Међу добровољцима који су се борили против фашизма у Шпанији од 1936, до 1939. године, било је много наставника ВМА и њених дипломаца. Дужности главног саветника санитетске службе републичке војске 1937-1938 обављао је И. А. Кљус (касније је постао истакнути војни хирург и организатор војног здравства). А.Г. је као саветник допринео медицинској подршци Републичког ваздухопловства. Ратгауз. П.М. Журавлев је радио у Шпанији, касније је био заменик шефа ГВСУ и И.С. Колесников (један од оснивача плућне хирургије, који је касније постао познати научник, Херој социјалистичког рада, заслужни научник, академик).
Академија је добила име Војномедицинска академија  С. М. Киров након  убиства Сергеја Кирова 1934. године.
Академија је пружала помоћ санитетској служби Монголске народне армије у којој су И.А. Клиусс и А.А. Калинкин  били начелници Оружаних снага ове армије. Значајна је била улога ВМА у медицинској подршци борби на реци Халхин Гол 1939. године. Поред великог броја дипломаца ВМА, у Монголију и у Забајкалски војни округ упућена је и велика група запослених и студената Академије (Д.А. Ентин, Н.Н. Елански, С.С. Гирголав, С.А. Новотелнов и други). . Војни хирург је био ученик В.А. Оппела М.Н. Акхутина.
За учешће у совјетско-финском рату (1939—1940), 678 људи је напустило академију, а на фронту је радило: 291 студент 5. године (цео дипломски курс), 72 стално запослених, 10 студената-добровољаца 4. године као болничари ски батаљони, 176 лекара КУМС-а, 128 државних службеника.

### Академија у Другом светском рату
Током Другог светског рата од новембра 1941. до јануару 1942. године академија је евакуисана у Самарканд, а 1944. поново враћена у Санкт Петербург.
Указом Државног комитета одбране СССР-а, усвојеном у новембру 1942. године, у саставу Војномедицинске академије формирана су три факултета: командно-медицински, медицински стручни и примарна обука виших доктора пукова. Прва два факултета са двогодишњим роком студирања била су намењена за обуку санитетских начелника и висококвалификованих специјалиста и других стручњака у разним областима војне медицине.
Током Великог отаџбинског рата, академија је обучила око 1.800 војних лекара.
Леон Орбели, један од Павловљевих ученика, водио је Академију од 1943–1950. године кроз опсаду Лењинграда и Други светски рат.

### Академија у другој половини 20. века
Године 1956. Војномедицинска академија С. М. Кирова уједињена је са Морнаричком медицинском академијом основаном од Обуховске болнице и Трећег лењинградског медицинског института основаног 1940. године.
Указом Президијума Врховног совјета СССР-а од 21. јула 1954. академија је одликована Орденом Лењина за заслуге у обуци војномедицинског особља и развоју медицинске науке, а 1968. године  поводом педесете годишњице Оружаних снага СССР-а, академија је одликована Орденом Црвене заставе .
Од 1957. године у ВМА је организован меморијални музеј у коме су приказане главне фазе њене историје.
Вишеструку делатност академије у овом периоду обезбеђују и њене услужне јединице:
- експерименталне радионице,
- виваријијум са фармом за огледне животиње,
- централна апотека,
- штампарија,
- централна клиничка лабораторија и др.

Непосредно пре почетка прославе 200. годишњице оснивања академије, Указом председника Руске Федерације од 17. децембра 1998. године, комплекс историјских зграда академије уврштен је у Државни кодекс  посебно вредних објекта културног наслеђа народа Руске Федерације.

### Академија у 21. веку
Академија је у свом саставу имала  2002. године:
- 6 факултета,
- 61 одсек,
- 30 клиника,
- 16 истраживачких лабораторија и
- две истраживачка центра.

Од 2008. до 2010. године у саставу ВМА. С. М. Киров, као огранци укључени су Саратовски војномедицински институт, Самарски војномедицински институт и Томски војномедицински институт .
Од 24. децембра 2008. до 28. априла 2015. године, Војни институт за физичку културу био је у саставу ВМА као посебна оррганизациона јединица .
До 2011. године као организационас јединице ВМА. С. М. Кирова, постојала је Савезна државна установа „Државни истраживачки и испитни институт за војну медицину Министарства одбране Руске Федерације“, која је била носилац три реформисане истраживачке институције:
- Државног истраживачког института за екстремну медицину, теренске фармације и Медицинска опрема Министарства одбране Русије,
- Истраживачког института војне медицине Министарства одбране Русије и
- Државног истраживачког института (ваздухопловна и космичка медицина) Министарства одбране Русије, који се састојао од три истраживачко-опитна центра: војне медицине, војне медицинске опреме и апотеке; ваздухопловна медицина и војна ергономија; медицинске и биолошке заштите.

Министар одбране Руске Федерације А. Сердјуков је крајем 2011. године донео одлуку о измештању Војномедицинске академије. С. М. Кирова у округ Курортни Санкт Петербурга. У близини села Горскаја, у близини спортског аеродрома, 275 хектара земљишта додељено је за смештај клиничких објеката, медицинских и дијагностичких центара, истраживачког комплекса и образовних зграда, конференцијских сала, хелиодрома, стамбених комплекса за кадете и медицинско особље, саобраћаја и социјалне инфраструктуре.
Пројектовање новог мултифункционалног медицинског центра Војномедицинске академије код Сестрорецка, у складу са уговором закљученим са Главним одељењем за распоређивање трупа ОЈСЦ. Планирано је да се пројектантски радови заврше до краја 2013. године, након чега би још један извођач радова, који је требало да буде изабран на конкурсу, започео изградњу медицинске зграде за 1.600 кревета и зграде за обуку за 3.000 кревета. Према прелиминарним проценама, трошкови пребацивања Морнарице у Курортни округ могли би да буду 15-20 милијарди рубаља.
Постојећи  простор  ВМА. С. М. Киров у  улици Академик Лебедев било је планиран   за смештај Војног института за физичку културу. Међутим, 5. децембра 2012. године, на скупу о проблемима војне медицине, министар одбране Руске Федерације С. К. Шојгу је саопштио да је измештање ВМА назван по С. М. Кирову из центра Санкт Петербурга у Сестрорецк отказан.
Од 2014. године, одлуком С. К. Шојгуа, на територији Академије је почела изградња Мултидисциплинарне клинике (комплекс зграда за одељења (клинике) и научна одељења Академије), који се састоји од 7 зграда. Почела је изградња Ситуационог центра који је требало да  повеже све војномедицинске установе Оружаних снага Русије у свим регионима земље, а у саастав  академије ушла је и 8. научна чета Државног војномедицинског универзитета .
У мају 2015. године, први пут у Русији, академија је извела успешну операцију трансплантације ткива лица (32. успешна операција у свету).
У децембру 2018. године на академији је отворен музеј Николаја Ивановича Пирогова .

## Студије на академији и стицање звања
Трајање студија је 6 година. Они који заврше 6. смер добијају војни чин потпоручника санитетске службе. По обављеном приправничком стажу (годину дана од завршетка 6. године) добија се војни чин потпоручника санитетске службе. Од краја 1990-их до почетка 2000-их, кадети који су студирали на факултету за обуку лекара за ратну морнарицу или факултету за обуку лекара за ратно ваздухопловство и који су прешли на 5. годину студија добијали су војни чин мл. потпоручник санитетске службе.
Дипломци академије се постављају као официри са лекарским акредитивима. Институција такође пружа напредну обуку за војне лекаре средњег стажа и обучава дипломиране студенте на докторским студијама.
Заснована на  савременим стандардима, то је комплексна медицинска школа са мрежом наставних и истраживачких клиника и придружених болница. Дипломци се постављају као официри са лекарским акредитивима.
Институција такође пружа напредну обуку за војне лекаре  и дипломиране студенте на докторским студијама.

## Кадровска структура академије
Академија данас има високо квалификовано и искусно наставно особље, које између осталог чини:
- 13 лауреата Државне награде СССР,
- 7 лауреата Државне награде РСФСР и Руске Федерације,
- 2 лауреата Награде Савета министара СССР,
- 8 лауреата Награде Владе Русије Федерације,
- 23 заслужна научника РСФСР и Руске Федерације,
- више од 100 заслужних доктора СССР-а и Русије,
- 35 заслужних радника високог образовања СССР-а и Руске Федерације,
- 5 академика и 8 дописних чланова Руске академије наука,
- више од 100 академика и дописних чланова јавних академија.

Од 2016. године, Академија запошљава 13 главних лекара специјалиста и два заменика главног лекара специјалисте Министарства одбране Русије.